# 夏の会
夏の会（なつのかい）は、第2次世界大戦（太平洋戦争）により被災した当時の子供たちの手記を、同世代出身の女優らによって朗読する公演。並びにその公演を行う任意団体である。

## 概要
太平洋戦争による広島市・長崎市への原子爆弾投下の大空襲が起きて40年が経過した1985年、太平洋戦争や空襲により肉親が被災した子供たち、および子供たちが被災した両親らの手記をまとめた文集「夏の雲は忘れない ヒロシマ・ナガサキ1945年」を基にした朗読劇「この子たちの夏」が初めて上演され、以後2007年まで毎年開催していたが、主催者の劇団「地人会」が2007年に廃止・解散されることになった。その間22年間で767公演が行われた。
このことを受けて、渡辺美佐子、高田敏江、大原ますみなど、戦中・戦後初期に生まれた18人の女優が中心となって「夏の会」を設立。2008年にこの会が上記作品の朗読会を開始するようになった。
2010年、この語り部活動が評価され、広島ピースセンター主催による谷本清平和賞の第22回受賞者に選ばれた。
以後毎年7-8月の夏休みに彼女らによる手記朗読公演を行ってきたが、渡辺ら出演・参加女優の高齢化などの問題があり、2019年夏季に行われた公演を最後として活動を停止することが発表された。「夏の会」の12年間を含め、延べにして34年間にわたる公演活動に事実上幕を下ろした。
「この子たちの夏」は、2020年は新型コロナウイルス感染症の拡散防止のため全公演が中止となったが、2021年からは(公社)国際演劇協会と地人会新社との共催の形で出演者を一新して上演されている。

## メンバー
- 岩本多代
- 大橋芳枝
- 大原ますみ
- 大森暁美
- 長内美那子
- 川口敦子
- 北村昌子
- 神保共子
- 高田敏江
- 寺田路恵
- 中村たつ
- 日色ともゑ
- 柳川慶子
- 山口果林
- 山田昌
- 渡辺美佐子

### 2021年以後（国際演劇協会主催）のキャスト
- 旺なつき
- かとうかず子
- 古村比呂
- 高橋紀恵
- 西山水木
- 根岸季衣
- 原日出子
- 短歌・俳句の朗読:髙安智実

## 書籍
- 夏の会（編）「夏の雲は忘れない　ヒロシマ・ナガサキ一九四五年」（大月書店、2020年） ISBN 9784272612406

## テレビ出演
- 視点・論点 - 2019年7月31日（NHK Eテレ）同8月1日（NHK総合テレビジョン）

ニュース解説番組。渡辺美佐子が「原爆朗読劇　最後の夏に」と題して解説と朗読の一部を行う、
- BS1スペシャル - 2019年11月10日（NHK BS1）

「女優たちの終わらない夏・終われない夏」。「夏の会」最後の朗読会となった2019年夏休みの公演ツアーの舞台裏に密着取材した。